# Luchthaven Skopje Alexander de Grote
Luchthaven Skopje International Airport is de grootste internationale luchthaven van Noord-Macedonië. De luchthaven ligt bij het stadje Petrovec, 17 km van de hoofdstad Skopje af. 

## Nieuwe terminal
De nieuwe terminal kan 3 miljoen passagiers per jaar verwerken. Dit kan oplopen tot wel 6 miljoen passagiers per jaar. De terminal neemt zo'n 40,000 vierkante meter in beslag. Het beschikt over 6 vliegtuigslurven. Verder kan de luchthaven 40,000 ton aan vrachtverkeer verwerken per jaar.
De terminal, die gebouwd is door het Turkse TAV, is sinds 6 september 2011 in gebruik. 

## Ontwikkelingen van de luchthaven
In 2008 heeft de regering van Macedonië een 20-jarige concessie uitgeschreven waarbij het Turkse Tepe Akfen Ventures (TAV) de twee luchthavens van het land zou beheren.
De concessie houdt ook in dat er een derde vliegveld komt, nabij de stad Štip. Dit vliegveld zal enkel gebruikt worden voor vracht. 
Verder is de luchthaven van Ohrid gemoderniseerd, het heeft onder andere een nieuwe VIP ruimte.

## Passagiersaantallen
In 2008 heeft de luchthaven 652,815 passagiers verwerkt, een toename van 4.1% ten opzichte van 2007. In de eerste helft van 2012 hebben de luchthavens van Skopje en Ohrid samen 400,188 passagiers mogen verwelkomen. Dat is een toename van 18,4% ten opzichte van de eerste helft van 2011. Toen hebben de luchthavens samen 377,888 passagiers verwerkt.

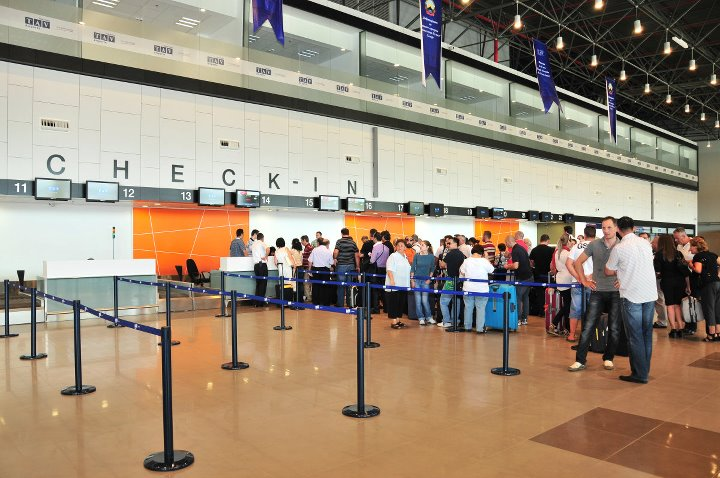
Check-in balie